# Mecànica clàssica

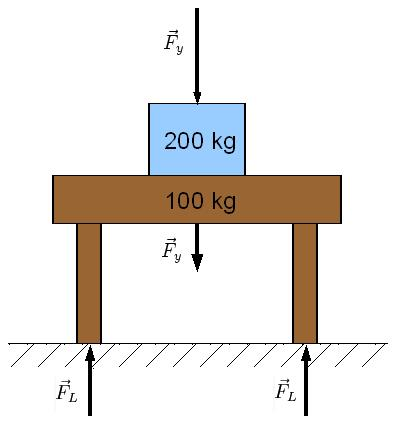
Una taula en equilibri amb les forces gravitatòries.

En física la mecànica clàssica, de vegades també anomenada mecànica newtoniana, és una de les grans subdivisions de la mecànica, es refereix a un conjunt de lleis físiques que descriuen el comportament dels cossos sotmesos a l'acció d'un sistema de forces, descriu de manera força precisa gran part dels fenòmens mecànics que podem observar directament a la nostra vida quotidiana. L'altra gran subdivisió és la mecànica quàntica.
La mecànica clàssica és aplicable als cossos continus, a velocitats baixes (és a dir, molt per sota de la velocitat de la llum) i de mida molt més gran que els àtoms o les molècules. La podem utilitzar per descriure el moviment de tota classe d'objectes macroscòpics, des dels projectils fins a parts de les màquines passant pels objectes astronòmics com les naus espacials, els planetes, les estrelles o les galàxies. Dins d'aquests dominis ofereix resultats força acurats, es tracta d'una de les matèries més antigues en ciència, enginyeria i tecnologia.
Dins de la mecànica clàssica sovint es diferencien dues teories: la mecànica newtoniana (o simplement mecànica), formulada per primera vegada per Newton en la famosa obra Philosophiae Naturalis Principia Mathematica, publicada el 1686, i la mecànica analítica desenvolupada per Lagrange, Hamilton, Liouville, Jacobi i d'altres entre la segona meitat del segle xviii i finals del segle xix. De vegades amb el terme mecànica clàssica s'està indicant, especialment en la literatura científica de parla anglesa, només una de les dues teories. Cal assenyalar que les dues teories, encara que partint de principis diferents (els postulats d'Isaac Newton en el primer cas, el principi de mínima acció en el segon) i utilitzant mètodes matemàtics substancialment diferents (càlcul simple en el primer cas, càlcul de les variacions i elements d'anàlisi matemàtica que en el segon), van arribar a resultats equivalents des del punt de vista experimental.

## Història

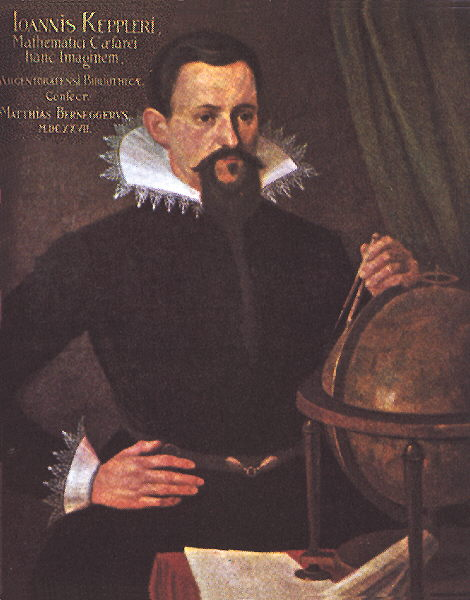
Johannes Kepler

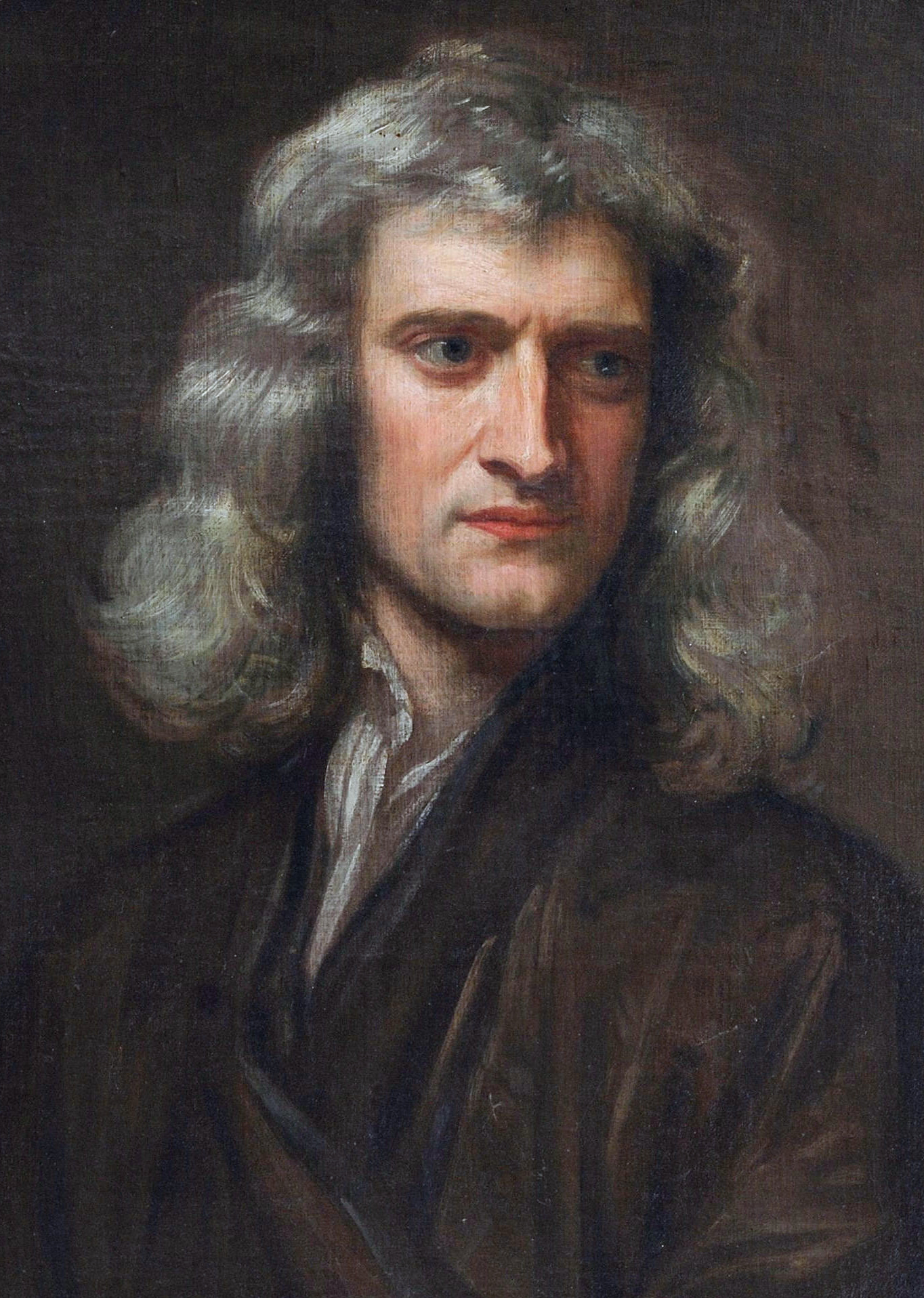
Retrat d'Isaac Newton pintat per Godfrey Kneller el 1689.

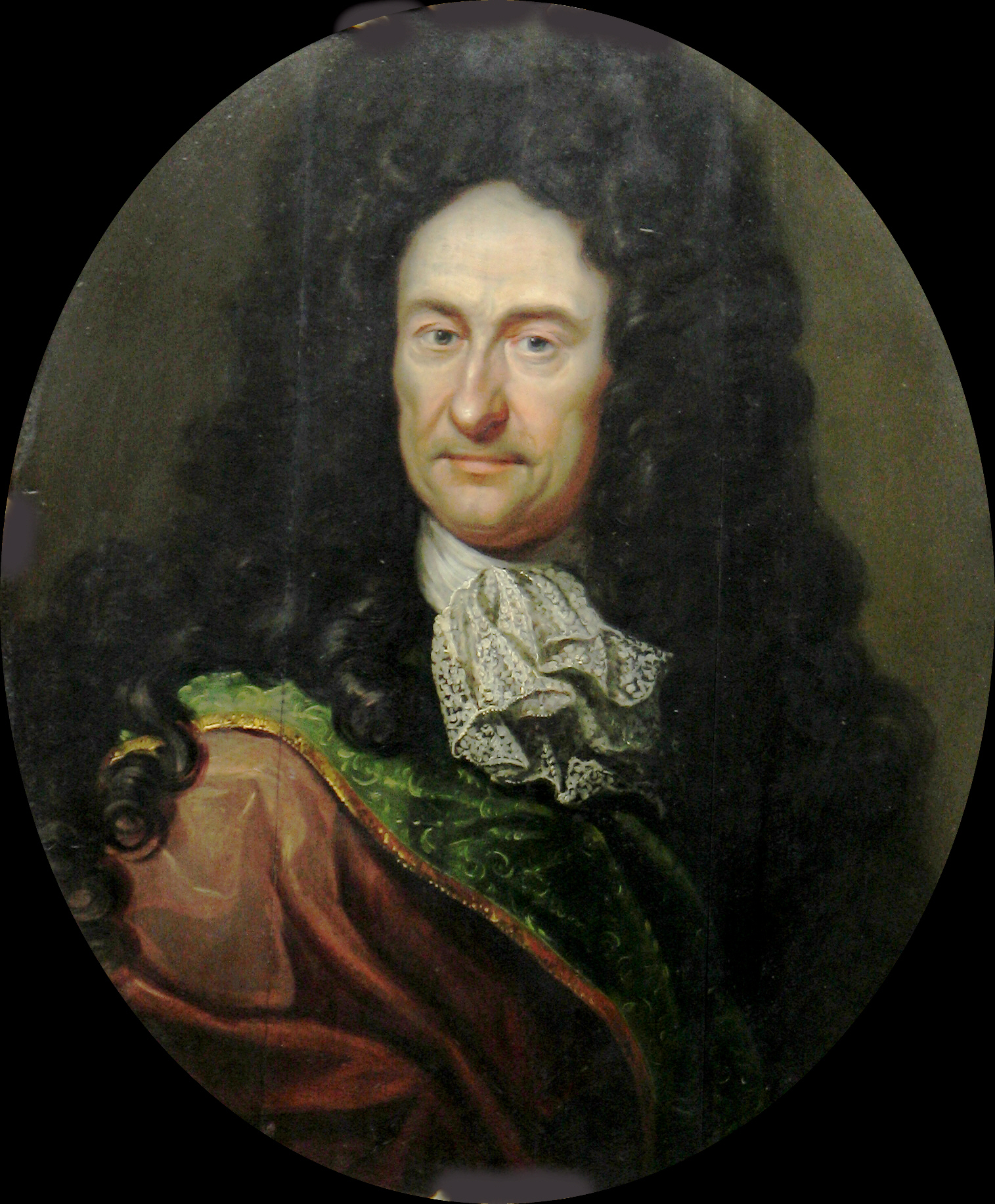
Retrat de Gottfried Wilhelm Leibniz pintat el 1700

Tot i que alguns filòsofs grecs de l'antiguitat com Aristòtil ja van introduir la idea de l'existència de principis abstractes que governaven la natura, la idea de l'experimentació com a mètode de verificació no va aparèixer fins al segle xi quan Al-Biruní (973 – 1048) va introduir el primer mètode científic basat en la comprovació experimental de les causes que expliquen les observacions. Ja al segle xii al-Khaziní unificaria l'estàtica i la dinàmica en la ciència de la mecànica i combinant els camps de la hidroestàtica amb la dinàmica apareixeria la hidrodinàmica. Alguns conceptes relacionats amb les lleis de Newton del moviment van ser enunciats per diversos físics musulmans durant l'edat mitjana. Una versió inicial de la llei de la inèrcia, coneguda com la primera llei de Newton, i el concepte de quantitat de moviment, una part de la segona llei de Newton, van ser descrits per Alhazen (965-1040) i Avicenna (980 – 1037). La proporcionalitat entre força i acceleració, un principi important en mecànica clàssica, va ser postulat per primera vegada per Abu-l-Barakat (1077-1165), i teories sobre la gravetat van ser desenvolupades per Banu Mussa, Alhazen, i al-Khaziní. És sabut que el tractat sobre l'acceleració de Galileo Galilei i el seu concepte de la inèrcia (impetus) va sorgir a partir de l'anàlisi anterior del moviment que a l'edat mitjana havien fet Avicenna, Avempace, i Jean Buridan (1300 – 1358).
La primera explicació de les causes del moviment dels planetes va ser l'obra Astronomia nova que Johannes Kepler va publicar el 1609. Basant-se en les observacions de Tycho Brahe sobre l'òrbita de Mart, Kepler va arribar a la conclusió que les òrbites eren el·líptiques. Aquest trencament amb el pensament antic va coincidir aproximadament amb la proposta de Galileu d'unes lleis matemàtiques abstractes sobre el moviment dels planetes. El famós experiment de deixar caure dues boles des de la Torre de Pisa potser no es va arribar a fer mai, però és molt important destacar que Galileu havia dut a terme molts experiments amb boles i plans inclinats, la seva teoria sobre l'acceleració deriva dels resultats d'aquests experiments i constitueix una pedra angular de la mecànica clàssica.
Com a base dels seus principis de filosofia natural, Newton va proposar tres lleis del moviment: la llei de la inèrcia, la llei de l'acceleració, i la llei de llei d'acció i reacció, que serien els fonaments de la mecànica clàssica. Tant la segona com tercera lleis de Newton van ser objecte d'un tractament científic i matemàtic adequat a la seva obra Philosophiae Naturalis Principia Mathematica, això les diferencia dels anteriors intents d'explicar fenòmens similars que havien estat incomplets, inexactes, o amb poca utilització d'expressions matemàtiques precises. Isaac Newton també va enunciar els principis de la conservació del moment i el moment angular. A la mecànica, també va ser el primer a oferir la primera formulació correcta, científica i matemàtica de la gravetat a la seva llei de la gravitació universal. La combinació de les lleis de Newton del moviment i la gravitació van proporcionar la descripció més completa i precisa de la mecànica clàssica (les lleis de Kepler sobre el moviment dels planetes va ser una explicació teòrica que va tenir en consideració). Newton va demostrar que aquestes lleis s'apliquen als objectes quotidians, així com als objectes celestes.
Prèviament Newton havia inventat el càlcul infinitesimal i el va utilitzar als seus càlculs matemàtics, tanmateix a l'obra Philosophiae Naturalis Principia Mathematica va utilitzar els mètodes geomètrics reconeguts al moment per no comprometre l'acceptació de les seves propostes. Aquests mètodes antics serien reemplaçats ràpidament pel càlcul, però cal fer notar que va ser Leibniz qui va desenvolupar la notació de la derivada i la integral que són els conceptes preferits avui dia.
Newton i la majoria dels seus contemporanis, amb la notable excepció de Christiaan Huygens treballava assumint que la mecànica clàssica podia explicar tots els fenòmens, inclosa la llum, amb l'òptica geomètrica. Fins i tot després del descobriment dels anomenats anells de Newton (un fenomen d'interferència d'ones) va continuar utilitzant la seva teoria corpuscular de la llum.
Després de Newton la mecànica clàssica va esdevenir el camp principal d'estudi en matemàtiques i en física.
A finals del segle xix es van descobrir algunes dificultats que només van poder ser resoltes amb una física més moderna. Algunes d'aquestes dificultats eren relacionades amb la comptatibilitat amb la teoria electromagnètica i el famós experiment de Michelson-Morley, la seva resolució va portar a l'aparició de la teoria de la relativitat especial, que sovint és inclosa dins la mecànica clàssica.
Un segon conjunt de problemes va sorgir amb relació a la termodinàmica, quan la mecànica clàssica combinada amb la termodinàmica va portar a la paradoxa de Gibbs de la mecànica estadística clàssica, a la que l'entropia no és una magnitud ben definida. La radiació d'un cos negre no va poder ser explicada sense la introducció dels quanta (llei de Planck). Quan els experiments van assolir el nivell atòmic la mecànica clàssica no va poder, ni aproximadament, coses tan bàsiques com els nivells d'energia, la mida dels àtoms o l'efecte fotoelèctric. Els esforços per resoldre aquests problemes van portar al desenvolupament de la mecànica quàntica.
Des de finals del segle xx la mecànica clàssica ja no és considerada com una teoria independent. L'èmfasi s'ha posat en els esforços per comprendre les forces fonamentals de la natura com en el cas del model estàndard de física de partícules i les seves extensions més modernes vers una teoria unificada (Teoria del tot). La mecànica clàssica és una teoria per a l'estudi del moviment en un entorn fora de l'àmbit de la mecànica quàntica, amb partícules de baixa energia i camps gravitacionals febles.

## Branques

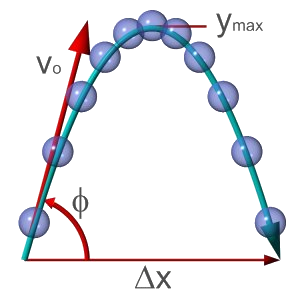
L'anàlisi del comportament del moviment dels projectils és una part de la mecànica clàssica.

La mecànica clàssica se subdivideix en
- L'estàtica, que estudia els cossos en repòs.
- La cinemàtica, que estudia el moviment dels cossos des d'un punt de vista purament geomètric, sense tenir-ne en compte les forces que actuen sobre ells.
- La dinàmica, que estudia el moviment dels cossos tenint en compte les forces que actuen sobre ells.

Els resultats de la mecànica clàssica descriuen amb molta precisió la majoria dels fenòmens de l'experiència quotidiana. El seu rang de validesa va des del moviment de les cèl·lules dins el cos humà fins al moviment dels planetes al sistema solar, passant per tots els moviments (cotxes, pilotes, avions) de la nostra vida diària. Quan les velocitats dels objectes s'aproximen a la velocitat de la llum, la mecànica clàssica perd la seva validesa i és reemplaçada per la mecànica relativista. Quan anem a escales atòmiques també perd la seva validesa i és reemplaçada per la mecànica quàntica.
De vegades es reserva el terme mecànica newtoniana per a la mecànica basada en les lleis de Newton, i el terme mecànica clàssica es fa servir per referir-se conjuntament a la mecànica newtoniana i la mecànica relativista, en contraposició amb la mecànica quàntica.
- La mecànica newtoniana que és la formulació més coneguda i la més senzilla, basada en les Lleis de Newton y que requereix l'ús privilegiat d'un sistema de referència inercial).
- La mecànica lagrangiana és una formulació més abstracta i general, que permet l'ús en igualtat de condicions de sistemes inercials o no inerciales sense que, a diferència de les lleis de Newton, la forma bàsica de les equaciones canvie. Això és degut al fet que en mecànica lagrangiana es descriu el moviment de les particules en coordenades generals sobre el fibrat tangent de l'anomenat espai de configuració.

## Suposicions bàsiques

Trajectòries d'un objecte llançat amb un angle de 70°. En el cas de l'objecte de color negre no troba cap resistència aerodinàmica i es mou seguint una paràbola. En el cas del blau l'objecte experimenta una resistència segons la llei de Stokes i en el cas del verd en funció de la teoria (errònia) de Newton que feia dependre la resistència de la forma de l'objecte.

Les suposicions bàsiques de la mecànica clàssica són:
1. El Principi de Hamilton o principi de mínima acció. El moviment natural d'un sistema és tal que es minimitzi l'acció A del sistema. L'acció es defineix com: 
{\displaystyle A:=\int _{t_{0}}^{t}L(q_{h}|{\dot {q}}_{h}|\tau )d\tau }
on L és la funció el lagrangià dependent de les coordenades generalitzades q1, q₂, ..., qn, de la seva derivada i del temps. Reduint al mínim aquesta funció s'obtindran les equacions de moviment a través de la equacions d'Euler-Lagrange.
2. L'existència d'un temps absolut, la mesura del qual és igual per a qualsevol observador amb independència del seu grau de moviment.
3. L'estat d'una partícula queda completament determinada científicament si es coneix la seva quantitat de moviment i posició sent ambdues simultàniament mesurables.

És interessant notar que en mecànica relativista el supòsit (2) és inacceptable encara que sí que són acceptables els supòsits (1) i (3). D'altra banda, en mecànica quàntica el que no és acceptable és el supòsit (3) (de fet en la mecànica quàntica relativista ni el supòsit (2) ni el (3) són acceptables).
Encara que la mecànica clàssica i en particular la mecànica newtoniana és adequada per a descriure l'experiència diària (amb esdeveniments que succeïxen a velocitats moltíssim menors que la velocitat de la llum i a escala macroscòpica), a causa de l'acceptació d'estos tres supòsits tan restrictius com (1), (2) i (3), no pot descriure adequadament fenòmens electromagnètics amb partícules en ràpid moviment, ni fenòmens físics microscòpics que succeïxen a escala atòmica.
Tanmateix, açò no és un demèrit de la teoria, ja que la simplicitat de la mateixa es combina amb l'adequació descriptiva per a sistemes quotidians com: coets, moviment de planetes, molècules orgàniques, baldufes, trens i trajectòries de mòbils macroscòpics en general. Per a estos sistemes quotidians és molt complicat tan sols descriure el seu moviments en termes de les teories més generals.

## Descripció de la teoria
| Posició                      | m                     |
| Posició angular/Angle        | sense unitat (radian) |
| Velocitat                    | m s−1                 |
| Velocitat angular            | s−1                   |
| Acceleració                  | m s−2                 |
| Acceleració angular          | s−2                   |
| Sobreacceleració             | m s−3                 |
| Sobreacceleració angular     | s−3                   |
| Energia específica           | m² s−2                |
| Ritme de la dosis absorbida  | m² s−3                |
| Moment d'inèrcia             | kg m²                 |
| Quantitat de moviment        | kg m s−1              |
| Moment angular               | kg m² s−1             |
| Força                        | kg m s−2              |
| Parell de forces             | kg m² s−2             |
| Energia                      | kg m² s−2             |
| Potència                     | kg m² s−3             |
| Pressió i densitat d'energia | kg m−1 s−2            |
| Tensió superficial           | kg s−2                |
| Constant elàstica            | kg s−2                |
| Irradiància i flux d'energia | kg s−3                |
| Viscositat cinemàtica        | m² s−1                |
| Viscositat dinàmica          | kg m−1 s              |
| Densitat (de la massa)       | kg m−3                |
| Densitat (del pes)           | kg m−2 s-2            |
| Densitat de nombre           | m−3                   |
| Acció                        | kg m² s−1             |

A continuació es fa una introducció dels conceptes bàsics de la mecànica clàssica, per simplificar els objectes reals es consideren com a partícules puntuals, objectes amb una mida negligible. El moviment d'una partícula puntual es caracteritza per un petit nombre de paràmetres: la seva posició, la seva massa i les forces que actuen sobre ella.
En realitat, el tipus d'objectes que pot descriure la mecànica clàssica mai tenen una mida nul·la. (La física de les partícules molt petites com l'electró es descriu millor amb la mecànica quàntica.). Els objectes amb unes mides nul·les tenen un comportament molt més complicat que les hipotètiques partícules puntuals a causa dels graus de llibertat addicionals, per exemple, una pilota pot girar mentre es mou. Però els resultats per les partícules puntuals poden ser utilitzats per estudiar els objectes reals tractant-los com a objectes compostos, formats per un conjunt de partícules puntuals que interaccionen entre si. El centre de massa d'un objecte compost es comporta com una partículapuntual.

### La posició i les seves derivades
La posició  d'una partícula puntual es defineix respecte a un punt de referència arbitrari, O, a l'espai, habitualment acompanyat d'un sistema de coordenades, amb el punt de referència posicionat en l'origen d'aquest. Es defineix com un vector r del punt O fins a la partícula. En general no cal que la partícula puntual sigui estacionària en realció al punt O, en aquest cas r serà una funció de t, el temps transcorregut des d'un moment inicial arbitrari. En la relativitat anterior a Einstein (anomenada relativitat galileana), el temps és considerat un absolut, per exemple, el temps transcorregut entre dos esdeveniments és el mateix per a tots els observadors. A més de basar-se en un temps absolut, la mecànica clàssica assumeix la geometria euclidiana per a l'estructura de l'espai.

#### Velocitat i celeritat
La velocitat o ritme de variació de la posició amb el temps, es defineix com la derivada de la posició respecte del temps o
{\displaystyle {\vec {v}}={\mathrm {d} {\vec {r}} \over \mathrm {d} t}\,\!}.
En mecànica clàssica, les velocitats poder sumar-se i restar-se directament. Per exemple, si un cotxe viatja ver l'Est a 60 km/h i passa un altre cotxe que també viatja cap a l'Est a 50 km/h, llavors des de la perspectiva del cotxe més lent, el cotxe més ràpid viatja cap a l'Est a una velocitat de 60 − 50 = 10 km/h. I des de la perspectiva del cotxe més ràpid, el lent s'està movent a una velocitat de 10 km/h vers l'Oest. Les velocitats es poden sumar directament com a valors vectorials, han de ser tractades utilitzant el càlcul vectorial.
Matemàticament, si la velocitat del primer objecte del paràgraf anterior es denota amb el vector 
{\displaystyle {\vec {u}}=u{\vec {d}}} i la velocitat del segon objecte amb el vector {\displaystyle {\vec {v}}=v{\vec {e}}}, on {\displaystyle u} és la celeritat del primer objecte, {\displaystyle v} és la celeritat del segon objecte, i {\displaystyle {\vec {d}}} i {\displaystyle {\vec {e}}} són els vectors unitaris en la direcció del moviment de cada una de les partícules (objectes), llavors la velocitat del primer objecte vista pel segon és:
{\displaystyle {\vec {u'}}={\vec {u}}-{\vec {v}}\,\!}
De manera similar:
{\displaystyle {\vec {v'}}={\vec {v}}-{\vec {u}}\,\!}
Quan ambdós objectes es mouen en la mateixa direcció, aquesta equació es pot simplificar com:
{\displaystyle {\vec {u'}}=(u-v){\vec {d}}\,\!}
O, ignorant la direcció, la diferència pot ser donada només en termes de celeritat:
{\displaystyle u'=u-v\,\!}

#### Acceleració
L'acceleració, o ritme de variació de la velocitat amb el temps, es defineix com la derivada de la velocitat respecte del temps (la derivada segona de la posició respecte al temps) o
{\displaystyle {\vec {a}}={\mathrm {d} {\vec {v}} \over \mathrm {d} t}}.
L'acceleració pot sorgir d'un canvi amb el temps de la magnitud de la velocitat o de la direcció de la velocitat, o de les dues coses. Si només la magnitud, {\displaystyle v}, de la velocitat disminueix, això de vegades rep el nom de desacceleració, però en general, qualsevol canvi de la velocitat amb el temps, inclosa la desacceleració, és simplement el que anomenem acceleració.

#### Sistemes de referència
Mentre la posició, la velocitat i l'acceleració d'una partícula pot ser referenciada respecte a qualsevol observador en qualsevol estat de moviment, la mecànica clàssica suposa l'existència d'una família especial de sistemes de referència en termes dels quals les lleis mecàniques de la natura prenen una forma relativament simple. Aquests sistemes de referència especials s'anomenen inercials i es caracteritzen per l'absència d'acceleració de l'observador i el requisit que totes les forces que afecten les lleis físiques de l'observador s'originen en fonts identificables (càrregues, cossos gravitacionals, etc.). Un sistema de referència no inercial és un que accelera respecte a un d'inercial, i en un sistema no inercial una partícula és sotmesa a una acceleració per una força fictícia que forma part de les equacions de moviment únicament com a resultat de l'acceleració, i no s'origina en una font identificable. Aquestes forces fictícies s'afegeixen a les forces reals que es reconeixen en un sistema inercial. Un concepte clau dels sistemes inercials és el mètode per a la seva identificació, a efectes pràctics, els sistemes de referència que no estan accelerats respecte de les estrelles distants es consideren unes bones aproximacions com a sistemes inercials.
Les següents conseqüències es deriven de l'observació d'un esdeveniment des de dos sistemes de referència inercials, {\displaystyle S} i {\displaystyle S'}, on {\displaystyle S'} viatja a una velocitat relativa {\displaystyle \scriptstyle {\vec {u}}} to {\displaystyle S}.
- {\displaystyle \scriptstyle {{\vec {v'}}={\vec {v}}-{\vec {u}}}} (la velocitat {\displaystyle \scriptstyle {\vec {v'}}} d'una partícula des de la perspectiva de S' és més lenta en {\displaystyle \scriptstyle {\vec {u}}} que la seva velocitat {\displaystyle \scriptstyle {\vec {v}}} des de la perspectiva de S)
- {\displaystyle \scriptstyle {{\vec {a'}}={\vec {a}}}} (l'acceleració d'una partícula és la mateixa en qualsevol sistema de referència inercial)
- {\displaystyle \scriptstyle {{\vec {F'}}={\vec {F}}}} (la força sobre una partícula és la mateixa en qualsevol sistema de referència inercial)
- la velocitat de la llum no és una constant en la mecànica clàssica, i tampoc no hi ha una correspondència amb l'especial consideració que es dona a aquest concepte en la mecànica relativista.
- la forma de les equacions de Maxwell no es conserva en els sistemes de referència inercials. Tanmateix, a la teoria de la relativitat especial, l'assumpció de la velocitat de la llum com una constant altera les relacions entre els sistemes de referència inercials de manera que les equacions de Maxwell esdevenen invariants.

### Forces. La segona llei de Newton
Isaac Newton va ser el primer a expressar matemàticament la relació entre la força i la quantitat de moviment. Alguns físics interpreten la segona llei de Newton com una definició de la força i la massa, mentre que d'altres la consideraven com un postulat fonamental, una llei de la natura. Qualsevol interpretació té les mateixes conseqüències matemàtiques:
{\displaystyle {\vec {F}}={\mathrm {d} {\vec {p}} \over \mathrm {d} t}={\mathrm {d} (m{\vec {v}}) \over \mathrm {d} t}}.
La magnitud {\displaystyle m{\vec {v}}} rep el nom de moment conjugat. Així la força neta sobre una partícula és igual al ritme de canvi de la quantitat de moviment (moment) de la partícula amb el temps. Atès que la definició de l'acceleració és {\displaystyle {\vec {a}}={\frac {\mathrm {d} {\vec {v}}}{\mathrm {d} t}}}, la segona llei es pot escriure d'una forma més simple i més familiar
{\displaystyle {\vec {F}}=m{\vec {a}}}.
En tant que la força que actua sobre una partícula és coneguda, la segona llei de Newton és suficient per descriure el moviment d'una partícula. Com que les relacions independents per a cada força que actua sobre una partícula estan disponibles, es pot substituir a la segona llei de Newton per obtenir una equació diferencial ordinària, que s'anomena equació de moviment.
Com a exemple, suposem que la fricció és l'única força que actua sobre la partícula i que pot ser expressada com una funció de la velocitat de la partícula, per exemple:
{\displaystyle {\vec {F}}_{\rm {R}}=-\lambda {\vec {v}}}
amb λ com a constant positiva. Llavors l'equació de moviment és
{\displaystyle -\lambda {\vec {v}}=m{\vec {a}}=m{\mathrm {d} {\vec {v}} \over \mathrm {d} t}}.
Això pot ser integrat per obtenir
{\displaystyle {\vec {v}}={\vec {v}}_{0}e^{-\lambda t/m}}
On {\displaystyle {\vec {v}}_{0}} és la velocitat inicial. Això significa que la velocitat d'aquesta partícula disminueix de manera exponencial fins a zero a mesura que passa el temps. En aquest cas, un punt de vista equivalent és que l'energia cinètica de la partícula és absorbida per la fricció (que la converteix en energia calorífica, de conformitat amb el principi de conservació de l'energia), frenant-la. Aquesta expressió pot ser integrada per obtenir la posició {\displaystyle {\vec {r}}} de la partícula en funció del temps.
Les forces més importants són la gravitacional i la força de Lorentz per l'electromagnetisme. A més, la tercera llei de Newton pot ser utilitzada de vegades per deduir les forces que actuen sobre una partícula: si sabem que una partícula A exerceix una força {\displaystyle {\vec {F}}} sobre una altra partícula B, es dedueix que B ha d'exercir una força igual i de sentit oposat o força de reacció, {\displaystyle -{\vec {F}}}, sobre A. La forma més forta de la tercera llei de Newton requereix que {\displaystyle {\vec {F}}} and {\displaystyle -{\vec {F}}} actuï al llarg de la línia que uneix A i B, mentre que a la forma feble no és necessari. Com a il·lustració de la forma feble de la tercera llei de Newton s'utilitzen sovint les forces magnètiques.

### Energia
Si una força {\displaystyle {\vec {F}}} és aplicada a una partícula que assoleix un desplaçament {\displaystyle \Delta {\vec {r}}}, el treball fet per la força es defineix com el producte escalar dels vectors de la força i el desplaçament: (noti's que el vector desplaçament és el canvi en el vector posició)
{\displaystyle W={\vec {F}}\cdot \Delta {\vec {r}}}.
Si la massa de la partícula és constant, i Wtotal és el treball total realitzat sobre la partícula, obtingut sumant el treball realitzat per cada força aplicada, aplicant la segona llei de Newton tenim:
{\displaystyle W_{\rm {total}}=\Delta E_{k}\,\!},
on Ek rep el nom d'energia cinètica. Per a una partícula puntual, es defineix matemàticament com la quantitat de treball fet per accelerar la partícula des de la velocitat zero a la velocitat v:
{\displaystyle E_{k}={\begin{matrix}{\frac {1}{2}}\end{matrix}}mv^{2}}.
Per als objectes compostos de moltes partícules, l'energia cinètica del cos compost és la suma de l'energia cinètica de les seves partícules.
Una classe particular de forces, conegudes com les forces conservatives, es poden expressar com el gradient d'una funció escalar, coneguda com l'energia potencial i es denota Ep:
{\displaystyle {\vec {F}}=-{\vec {\nabla }}E_{p}}.
Si totes les forces que actuen sobre una partícula són conservatives, i Ep és l'energia potencial total (que es defineix com el treball fet per les forces implicades per reordenar les posicions mútues dels cossos), obtinguda mitjançant la suma de les energies potencials corresponents a cada força
|  | {\displaystyle {\vec {F}}\cdot \Delta {\vec {r}}=-{\vec {\nabla }}E_{p}\cdot \Delta {\vec {s}}=-\Delta E_{p}\Rightarrow -\Delta E_{p}=\Delta E_{k}\Rightarrow \Delta (E_{k}+E_{p})=0\,\!}. |

Aquest resultat és conegut com a conservació de l'energia i determina que l'energia total,
{\displaystyle \sum E=E_{k}+E_{p}\,\!}
és constant en el temps. I sovint és un concepte molt útil perquè moltes forces són conservatives.

## Mecànica Lagrangiana
La mecànica lagrangiana té l'avantatge de ser prou general perquè les equacions de moviment siguin invariants respecte a qualsevol canvi de coordenades. Això permet treballar amb sistema de referència inercials o no-inercials en peu d'igualtat.
Per a un sistema de n graus de llibertat, la mecànica lagrangiana proporciona un sistema de n equacions diferencials ordinàries de segon orde anomenades equacions del moviment que permeten conèixer com evolucionarà el sistema.
Encara que en general la integració d'eixe sistema d'equacions no és senzilla, resulta de gran ajuda reduir el nombre de coordenades del problema buscant magnituds conservades, és a dir, magnituds físiques associades al sistema, que no varien al llarg del temps. Les magnituds conservades també se solen anomenar integrals del moviment i solen estar associades a lleis de conservació comuns.
En mecànica lagrangiana hi ha un mode molt elegant de buscar integrals de moviment a partir del teorema de Noether. D'acord amb este teorema quan un lagrangià és invariant davall un grup de simetria uniparamètric llavors qualsevol generador de l'àlgebra de Lie associada a eixe grup uniparmètric és proporcional a una magnitud conservada:
- Així quan un problema físic té algun tipus de simetria rotacional, el seu lagrangià és invariant davall algun grup de rotació i tenim que es conserva el moment angular.
- Quan un problema físic presenta simetria translacional, és a dir, quan les forces que actuen sobre un sistema de partícules són idèntiques en qualsevol posició al llarg d'una línia, tenim que en eixa direcció es conserva el moment lineal.
- La llei de conservació de l'energia està associada a una simetria de translació en el temps. Quan les equacions bàsiques d'un sistema són iguals en tots els instants del temps i els paràmetres que determinen el problema no depenen del temps, llavors l'energia del dit sistema es conserva.

La mecànica lagrangiana pot generalitzar-se de forma molt abstracta i inclús ser usada en problemes fora de la física (com en el problema de determinar les geodèsicas d'una varietat de Riemann). En eixa forma abstracta la mecànica lagrangiana es construeix com un sistema dinàmic sobre el fibrat tangent de cert espai de configuració aplicant-se diversos teoremes i temes de la geometria diferencial.

## Mecánica Hamiltoniana
La mecànica hamiltoniana és semblant en essència a la mecànica lagrangiana, encara que descriu l'evolució temporal d'un sistema per mitjà d'equacions diferencials de primer ordre, la qual cosa permet integrar més fàcilment les equacions de moviment. En la seua forma canònica les equacions de Hamilton tenen la forma:

{\displaystyle {\partial H \over \partial q_{i}}=-{\dot {p_{i}}},\qquad {\partial H \over \partial p_{i}}={\dot {q_{i}}}}.

On H és la funció de Hamilton o hamiltoniano, i {\displaystyle (q_{i},p_{i})_{i=1...n}\,} són els parells de coordenades canòniques conjugades del problema. Usualment les variables tipus qi s'interpreten com a coordenades generalitzades de posició i les pi com a moments associats a les velocitats.
Tanmateix, una característica notable de la mecànica hamiltoniana és que tracta en peu d'igualtat els graus de llibertat associats a la posició i a la velocitat d'una partícula. De fet en mecànica hamiltoniana no podem distingir formalment entre coordenades generalitzades de posició i coordenades generaliadas de moment. De fet es pot fer un canvi de coordenades en què les posicions queden convertides en moments i els moments en posicions. Com a resultat d'esta descripció igualitària entre moments i posicions la mecànica hamiltoniana admet transformacions de coordenades molt més generals que la mecànica lagrangiana. Eixa major llibertat a triar coordenades generalitzades es traduïx en una major capacitat per a poder integrar les equacions de moviment i determinar propietats de les trajectòries de partícules.
Una generalització de la mecànica hamiltoniana és la geometria simpléctica, en eixa forma la mecànica hamiltoniana és usada per a resoldre problemes no físics, inclús per a la matemàtica bàsica. Algunes generalitzacions i regeneralitzacions de la mecànica hamiltoniana són:
- La geometria simplèctica
- La geometria de contacte que pròpiament és una generalització de l'anterior.
- La mecànica de Nambu que és una espècie de mecànica hamiltoniana amb diversos hamiltonians simultanis.

## Rang de validesa i formulació
La mecànica clàssica és una teoria general del moviment de sistemes de partícules físiques de sistemes macroscòpics i a velocitats petites comparades amb la velocitat de la llum. Existeixen tres formulacions diferents de la mecànica clàssica:
- la mecànica hamiltoniana és una altra formulació abstracta, semblant a la mecànica lagrangiana, on el moviment de les partícules es modelitza sobre l'anomenat espai de fases que és una varietat simplèctica. Este enfocament és particularment adequat per a construir la mecànica estadística clàssica.

Si considerem sistemes inercials en l'espai euclideo tridimensional ℝ³, les tres formulacions són bàsicament equivalents.

## Mecánica relativista i mecànica quàntica
La mecànica relativista va més enllà de la mecànica clàssica i tracta amb objectes movent-se a velocitats relativament pròximes a la velocitat de la llum). La mecànica quàntica tracta amb sistemes de reduïdes dimensions (a escala semblant a l'atòmica), i la teoria quàntica de camps (vegeu també camp) tracta amb sistemes que exhibixen ambdós propietats.